# Ale & c.
Ale & c. è la prima riedizione in Italia di un album della cantante Alexia, pubblicato nei negozi di dischi e nei portali musicali per il download digitale il 20 febbraio 2009.

## Descrizione
L'album contiene 10 tracce che rivisitano il precedente lavoro della cantautrice, ovvero Alé del 2008, attraverso la collaborazione di noti artisti del panorama musicale e dello spettacolo italiano.
In Biancaneve, scritta da Mogol e Mario Lavezzi, quest'ultimo duetta con Alexia. WE is the Power è il riadattamento in lingua inglese della canzone Il branco, tradotta e duettata con la cantante dai Bloom 06 (ex Eiffel 65) in tono elettropop tipico di questo gruppo. E non sai viene cantata da Alexia con Madame Sisi, famosa drag-manager, mentre Mio padre, canzone strettamente autobiografica, viene incisa insieme alla sorella della cantante. Tradotta in lingua inglese anche L'immenso con il titolo Nowhere. Presenti anche i precedenti due singoli promozionali di Alé, ovvero Grande coraggio e Guardarti dentro, infine viene inserita anche una cover de Il mio mondo, nota canzone di Umberto Bindi del 1963, dedicata prettamente ai fans e ai collaboratori dell'artista.

## I singoli
Il primo singolo promozionale dell'album è Biancaneve, che partecipa alla 59ª edizione del Festival di Sanremo, conquistando consensi da parte della critica musicale e della giuria tecnica pur senza raggiungere il podio ufficiale della manifestazione. Il brano si piazza nei primi posti delle classifiche digitali ed è tra i più trasmessi dai media radiofonici e musicali.
Il secondo singolo estratto dall'album, uscito il 12 giugno, è We Is the Power. Il brano è interpretato dalla cantante in duetto con i Bloom 06, ex Eiffel 65. Con questo singolo Alexia torna a cantare in inglese dopo cinque anni (l'ultima volta era stata al Festivalbar 2004 con la canzone You Need Love).
Il terzo singolo estratto dall'album, uscito il 9 ottobre, è E non sai. Il brano è cantato dall'artista insieme alla draq-manager Madame SiSi, racconta l'amore universale che va oltre i pregiudizi e le apparenze della società moderna.

## Tracce
Testi e musiche di Alessia Aquilani e Massimo Marcolini, eccetto nel primo brano, testo di Mogol e musica di Mario Lavezzi e anche nell'ultimo il cui testo è di Giorgio Calabrese e la musica è di Umberto Bindi.
1. Biancaneve – featuring Mario Lavezzi - 3:44
2. We Is the Power – featuring Bloom 06 - 4:14
3. E non sai – featuring Madame Sisi - 3:53
4. Guardarti dentro - 3:59
5. Grande coraggio - 3:58
6. Mio padre – featuring Annamaria Aquilani - 4:32
7. Il folletto - 4:08
8. Ale -  3:30
9. Nowhere - 4:33
10. Il mio mondo - 3:28

## Formazione
- Alexia – voce
- Stefano Brandoni – chitarra
- Marco Barusso – basso, chitarra
- Giorgio Secco – chitarra
- Lorenzo Poli – basso
- Lele Melotti – batteria
- Umberto Iervolino – tastiera, programmazione, pianoforte, organo Hammond
- Giorgio Cocilovo – chitarra

## Classifiche
| Paese  | Posizione più alta |
| ------ | ------------------ |
| Italia | 69                 |